# Fusil à canon scié

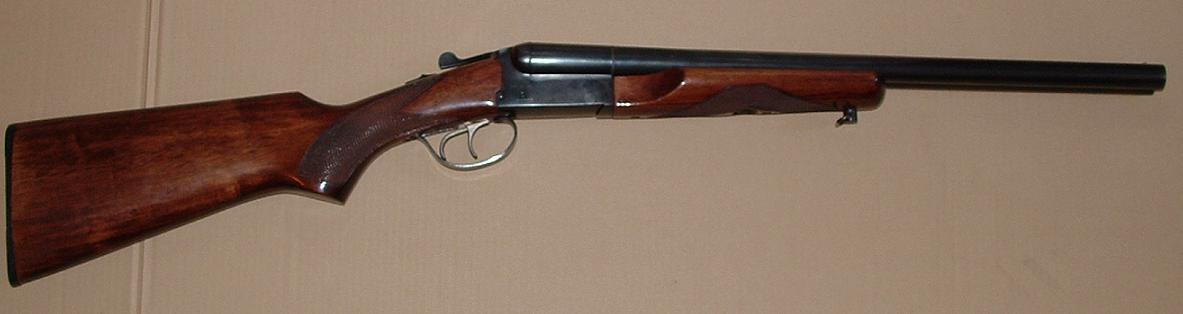
Un fusil à canons sciés produit industriellement : le Coach Gun des Westerns.

Un fusil à canon scié est un type d'arme à feu, consistant en un fusil de chasse classique dont le canon a été artisanalement scié au plus court possible.

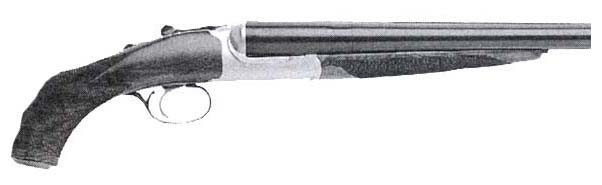
Un fusil à canon scié artisanalement : la Lupara de la mafia.

Les trois principales raisons pouvant pousser un utilisateur à effectuer une telle modification sont les suivantes :
- une portabilité accrue, permettant de dissimuler plus facilement l'arme, par exemple sous un manteau ou une veste longue. Ainsi, le truand John Dillinger utilisa un Remington M11 raccourci au maximum grâce à sa crosse sciée ;
- l'assurance de blesser très sérieusement, sinon de tuer sur le coup, une cible que l'on peut approcher d'assez près (à bout portant) : en effet, en raccourcissant le canon, la dispersion des projectiles (ici, des plombs) est augmentée[2], causant de très importants dommages à courte portée (à l'inverse, à portées moyenne et longue, la létalité d'une telle arme est moindre que celle d'un fusil non modifié, car l'énergie cinétique est fortement diminuée, le canon étant trop court pour permettre aux gaz issus de la combustion de la poudre de propulser les projectiles à pleine vitesse) ;
- la relative facilité avec laquelle on peut, dans les pays pratiquant un contrôle strict sur le commerce des armes à feu, se procurer un fusil destiné originellement à la chasse pour ensuite en détourner l'usage à des fins criminelles. C'est pourquoi ce genre d'arme à feu se retrouve souvent entre les mains de personnages peu recommandables, dans l'imagerie populaire véhiculée entre autres par le cinéma d'action et les westerns.

Pour ces motifs, cette  catégorie d'arme est très prisée par la mafia sicilienne et a également été utilisée lors de l'assassinat de Malcolm X à New York en 1965.
Lorsque de tels fusils sont produits industriellement ou en usage dans certaines polices, ils prennent le nom générique de « coach gun » car créés à la demande de la Wells Fargo pour armer les équipages de ses diligences. Toutefois cet usage par la police n'est connu qu'à des endroits limités et des époques anciennes, notamment aux États-Unis dans les siècles passés.

## Histoire et culture populaire
- Il est utilisé dans le film Skyfall par Kincade (le vieux garde-chasse) lors de l'assaut final sur la demeure des Bond.
- Dans la série Mob City, le mafieux Hooky Rothman (en) (Robert Knepper) utilise fréquemment des fusils à canon scié (dans le 4e épisode, on le voit les scier lui-même).
- Le super shotgun dans la saga de jeu vidéo doom.
- Le coup de feu qui tue Tony Montana (Al Pacino) dans le dos lors de la séquence finale du film Scarface provient d’un fusil à canon scié.
- On peut voir le personnage de Lewelyn Moss (Josh Brolin) dans le film No Country for Old Men scier le canon de son fusil à pompe calibre 12.
- Dans la série Netflix Stranger Things saison 4 épisode 8, à 1:02:05, le personnage de Nancy Wheeler (Natalia Dyer) scie le canon d'un fusil de chasse pour, dit-elle, être sure de ne pas rater sa cible.
- Le fusil à canon et crosse sciés utilisé par Max Rockatansky (Mel Gibson) dans les films Mad Max est ainsi devenu emblématique du personnage.
- Dans le film Russe "Le Frère" de 1997 , le héros Danila Bagrov (Sergei Bodrov) achète un fusil de chasse et en fait un canon scié afin de secourir son frère.
- La Winchester à canon scié de Josh Randall (Steve McQueen)[1] dans la série TV Au nom de la loi.. Elle apparaît aussi dans Il était une fois dans l'Ouest. Plusieurs fabricants en ont produit des copies pour les marchés civils européen et nord-américain à l'image de la Rossi Ranch.
- Le shotgun à canon et crosse sciés est utilisé par Franco Nero dans le film Keoma en 1976.
- Dans le film Alex Cross (Rob Cohen, 2012), Tyler Perry scie lui-même le canon de son fusil.
- Carl Johnson dans le jeu vidéo Grand Theft Auto: San Andreas
- Johnny Klebitz, le héros de Grand Theft Auto IV: The Lost and Damned, fait souvent usage du fusil à canon scié.
- Jericho, tueur à gages dans la saga des jeux vidéo Driver
- John Marston dans le jeu vidéo Red Dead Redemption
- Arthur Morgan dans le jeu vidéo Red Dead Redemption II
- Ash Williams dans le film Evil Dead
- Alice Abernathy dans le film Resident Evil: Afterlife
- Rico Rodriguez dans le jeu vidéo Just Cause 2
- Jagi dans le manga Ken le Survivant
- Night Slasher dans le film Cobra
- Arme primaire dans le jeu vidéo Gears of War 3
- Lara Croft dans différents épisodes du jeu vidéo Tomb Raider
- William Munny dans le film Impitoyable. De même que les cow-boys Boss Spearman (Robert Duvall) et Charlie Waite (Kevin Costner) utilise des coach guns dans Open Range.
- Natan Drake dans le jeu vidéo Uncharted 3 : L'Illusion de Drake
- Dans la série Justified, un fusil à canon scié est pré-positionné sous le comptoir du bar.
- Les hommes de main de Marcelus y font allusion en disant : « Il nous faudrait des canons sciés pour ces affaires-là » dans Pulp Fiction
- Ryōko Tanbo dans le jeu Saya no Uta
- Toretto dans le film Fast and Furious 7
- Dans le film Terminator 2 : Le Jugement dernier (1991) Arnold Schwarzenegger utilise une Winchester Modèle 1887 à canon scié.
- Dans le jeu Hitman codename 47
- Dans le jeu Battlefield 1
- Dans le jeu Smokin' Guns
- Le scout dans le jeu Deep Rock Galactic possède un fusil à canon scié comme arme
- Dans le jeu Alan Wake II, Saga Anderson utilise une arme de ce type.

## Quelques exemples de fusil à canon scié fabriqués industriellement
- Le Norinco Coach Gun mesure 94 cm pour 3,2 kg (avec un canon de 51 cm). Il est destiné au tir Western.